# Asmundtorp-Tofta församling
Asmundtorp-Tofta församling var en församling i Lunds stift och i Landskrona kommun. Församlingen uppgick 2010 i Häljarps församling.

## Administrativ historik
Församlingen bildades 2005 genom en sammanslagning av Tofta församling och Asmundtorps församlingar och utgjorde till 2010 ett eget pastorat. Församlingen uppgick 2010 i Häljarps församling.

## Kyrkobyggnader
- Asmundtorps kyrka

- Tofta kyrka